# ناحية الشبكة
الشبكة أو الشبجة هي قرية عراقية ومركز لناحية في جنوب غرب قضاء النجف في محافظة النجف بالبادية العراقية غرب العراق، مساحتها 25400 كيلومتراً مربعاً، وعدد سكانها 463 نسمة حتى سنة 2016، وتبعد عن مركز المحافظة بحوالي 172 كم بينما تبعد مسافة 90 كم عن مركز المعانية الحدودي، وتبعد مسافة 250 كم عن مركز قضاء النخيب والمساحة الكلية للناحية هي 25400 أما مساحة مركز الناحية فلا يتجاوز كيلومتراً مربعاً واحداً، وفي سنة 1963 كانت الشبكة تابعة لقضاء السلمان.

## معنى الشبكة
قال عصام صباح في كتابه (المكان وأُره التنظيمي في القوى الاجتماعية والاقتصادية لمحافظة النجف الأشرف) "والشبكة هي الآبار المتقاربة أو الشباك وقيل هي أرض كثيرة الآبار، وبمرور الزمن سُمّيت من لدن البعض ب(شبجة) كما قد ذكرها ياقوت الحموي بوصفه للكلمة هي شباك الأدوية وهي الشباك عن يمين مكة من جهة (المصعد وواقعة) ما بين مكة والنجف".

## الجغرافية
تتميز البادية الغربية في محافظة النجف بالانحدار التدريجي لسطحها من الجنوب الغربي نحو الشمال الشرقي ويبلغ معدل انحدارها متراً واحداً لكل كيلومترين.

## سكان ناحية الشبكة
حتى سنة 2016 لم يكن في ناحية الشبكة تجمعات سكنية إلا في مركزها الذي عدد سكانه 463، وليس في مركزها إلا 65 بيتاً، أكثرها لموظفين حكوميين، وفيها جامع ومديرية للناحية ومركز شرطة ومركز كمارك ومدرسة ابتدائية واحدة ومستوصف بشري واحد وصيدلية واحدة وبيطرية واحدة وصديدلية بيطرية واحدة، ومحطة إسالة ماء، ودائرة كهرباء تعمل ساعات معدودة.
| السنة | العدد |
| 1957  | 947   |
| 1965  | 1016  |
| 1977  | 1199  |
| 1987  | 3793  |
| 1997  | 539   |
| 2007  | 767   |
| 2013  | 428   |
| 2014  | 441   |
| 2015  | 451   |
| 2016  | 463   |

## بلدية الشبكة
استحدث بلدية من الصنف الرابع لناحية الشبكة في سنة 2012 وذُكر أن حدود البلدية هي:
- أ- باتجاه الشمال منطقة الصوكع (منخفض) 5 كيلومترات.
- ب- باتجاه الشرق منطقة شعيب (وادي) شويطن 5 / 3 كيلومترات شرقاً.

المسافة بين ألف وباء 8 كيلومترات.
- ج- باتجاه الجنوب منطقة العيلة (تلال) 4 كيلومترات.

المسافة بين باء وجيم 5.6 كيلومترات.
- د- باتجاه الغرب منطقة شعيب (وادي) غليصان.

المسافة بين جيم ودال 5 كيلومترات، والمسافة بين دال وألف 5.5 كيلومترات.

## الطرق في الناحية
يسلك السائر من مركز ناحية الشبكة طريقه إلى السجر ثم بركة العمية ثم بركة الطلحات ثم بركة مسيجد ثم قصر الحمام ثم بركة حمد ثم منطقة المغيثة ثم قصر أم قرون ثم عذيب الهجانات ثم منطقة الرحبة وصولاً إلى مدينة النجف.

## مديرو ناحية الشبكة
| المدير       | الفترة           |
| كاظم جواد    | كانون الأول 2024 |
| عماد الخفاجي | أيار 2024        |
| اياد الزرفي  | 2021             |
| علي حسين     | 2009             |